# Бельгійська вівчарка
Бельгійська вівчарка — пастуша собака, належить до пастуших порід. До бельгійської вівчарки відносяться 4-ри різновиди: ґрюнендаль, лакенуа, малінуа і тервюрен. За класифікацією МКФ всі ці собаки вважаються собаками однієї породи. Проте, у деяких країнах кожна з цих порід виділена окремо.

## Опис
Бельгійська вівчарка відмінно охороняє господаря і його власність. Не звертає уваги ні на яку погоду і радіє життю просто неба, тож йому конче необхідно якомога більше гуляти й працювати на свіжому повітрі. Ця порода добре себе зарекомендувала на змаганнях з дресування. У руках досвідченого інструктора уважна бельгійська вівчарка легко вивчається будь-яких прийомів, але грубе поводження не піде на користь ні власникові, ні собаці й може перетворити повне ентузіазму, готове на все для господаря цуценя на жалюгідного неврастеніка. Не потребує майже ніякого догляду, окрім гарного чищення щіткою. Мити собаку не рекомендується навіть перед виставкою, якщо вона не дуже брудна. У неї «подвійна» шерсть, так що після вичісування підшерстя у собаки залишиться тільки половина вовни.
Вважається, що всі 4 типи великого бельгійської вівчарки походять від собак-вівчарок Центральної Європи шляхом схрещування з привезеними з Англії в XIII столітті мастифом та діргаундом. У результаті до XIX століття виникло чимало місцевих вівчарів різного типу волосяного покриву та забарвлення. Вперше порода Бельгійська вівчарка зареєстрована в 1885 р. Клуб бельгійського вівчаря утворився в 1891 р., коли селекціонер професор А. Рейлі виділив і заніс в племінний реєстр 4 відмінних один від одного типи бельгійської вівчарки. У 1898 р. довгошерстому типу чорної бельгійської вівчарки дали назву ґрюнендаль. Тоді ж жорсткошерстий тип оленячого окрасу стали називати лакенуа за місцем розташування королівського замку — Лакен. У наші дні це дуже рідкісна порода. Більшість короткошерстих бельгійських вівчарок походять з околиць міста Малін, чому і називаються малінуа. А шанувальник породи, що жив у селі Тервюрен, вивів довгошерстий тип оленячо-соболиного забарвлення, що отримав назву тервюрен.

## Різновиди
Бельгійська вівчарка представлена чотирма офіційно визнаними різновидами, які розрізняються переважно за типом шерсті та її забарвленням. Усі різновиди мають однакові пропорції тіла, темперамент і загальні характеристики, проте зовнішньо можуть суттєво відрізнятися. До різновидів бельгійської вівчарки належать:
Малінуа
- Висота у холці: пси 61-66 см, суки 56-61 см
- Забарвлення: рудувате (від насиченого рудого до світло-палевого) із характерним чорним нальотом на кінчиках шерсті. Обов'язковою є чітко виражена чорна маска на морді.

Ґрюнендаль
- Висота у холці: пси 61-66 см, суки 56-61 см
- Забарвлення: суцільне чорне. Припустимі невеликі білі мітки на грудях, між пальцями або підборідді. З віком можлива сивина на морді.

Лакенуа
- Висота у холці: пси 61-66 см, суки 56-61 см
- Забарвлення: рудувате з чорним нальотом, чорна маска можлива, але менш виражена.

Тервюрен
- Висота у холці: пси 61-66 см, суки 56-61 см
- Забарвлення: відтінки рудого, палевого, а також сірого з характерним затемненням кінчиків шерсті. Обов'язковою є чорна маска на морді.

## Галерея

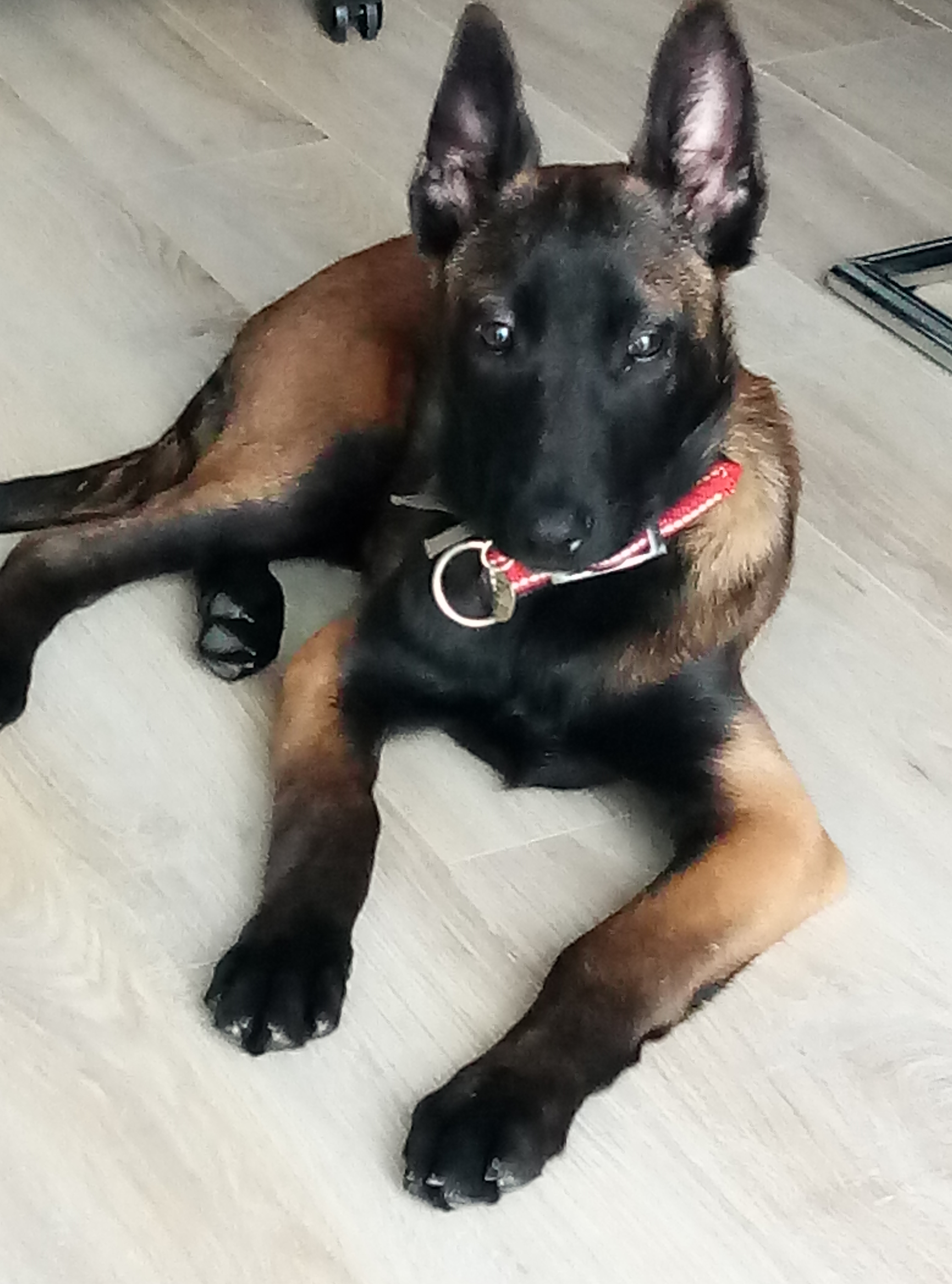
Малінуа
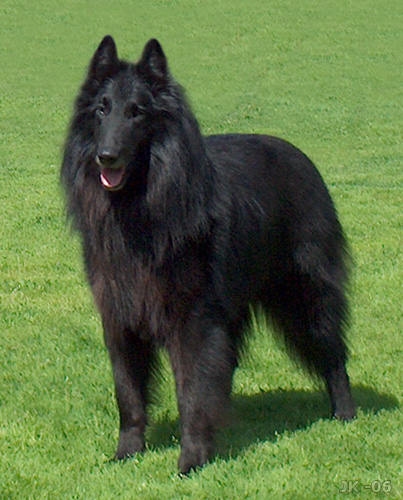
Ґрюнендаль
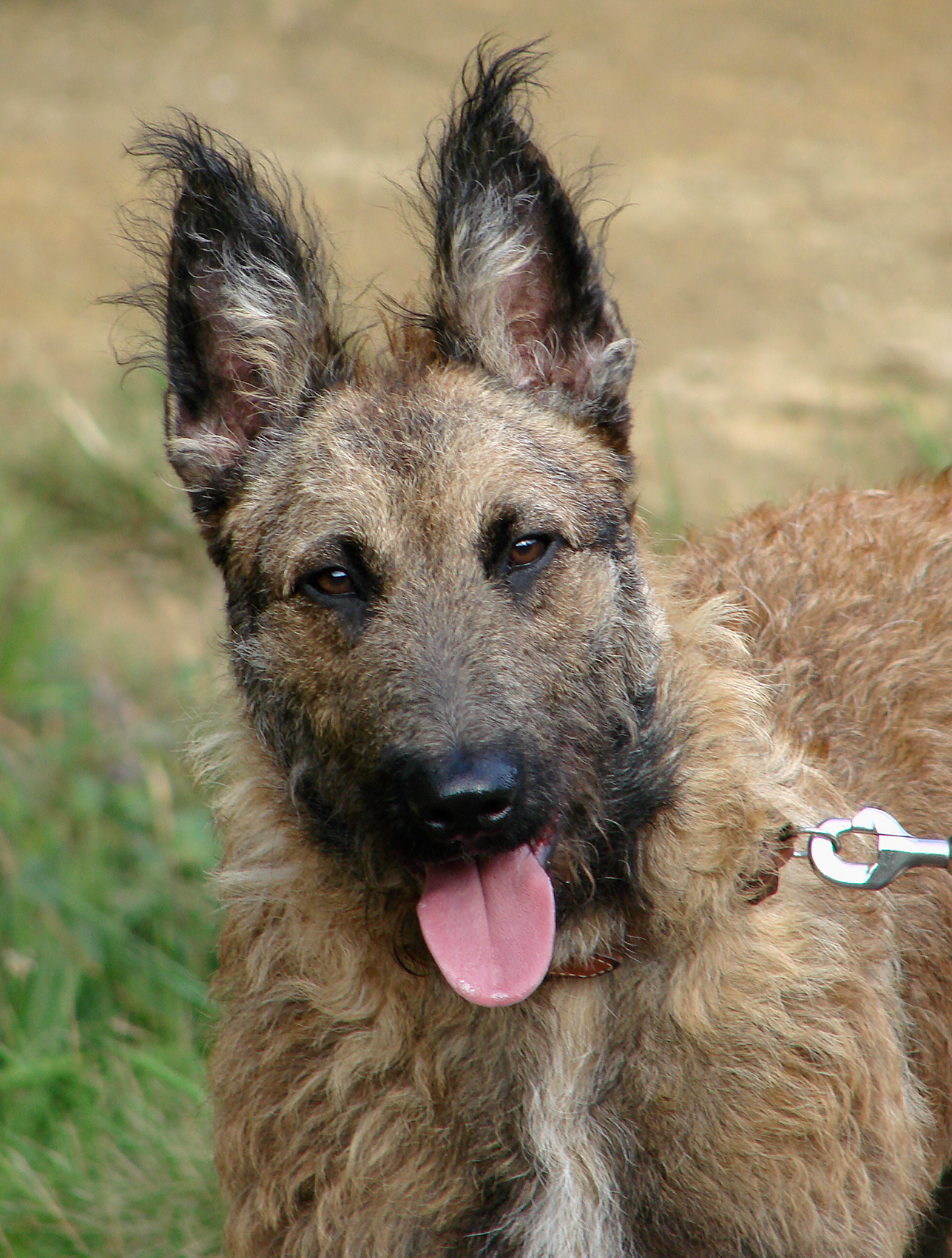
Лакенуа
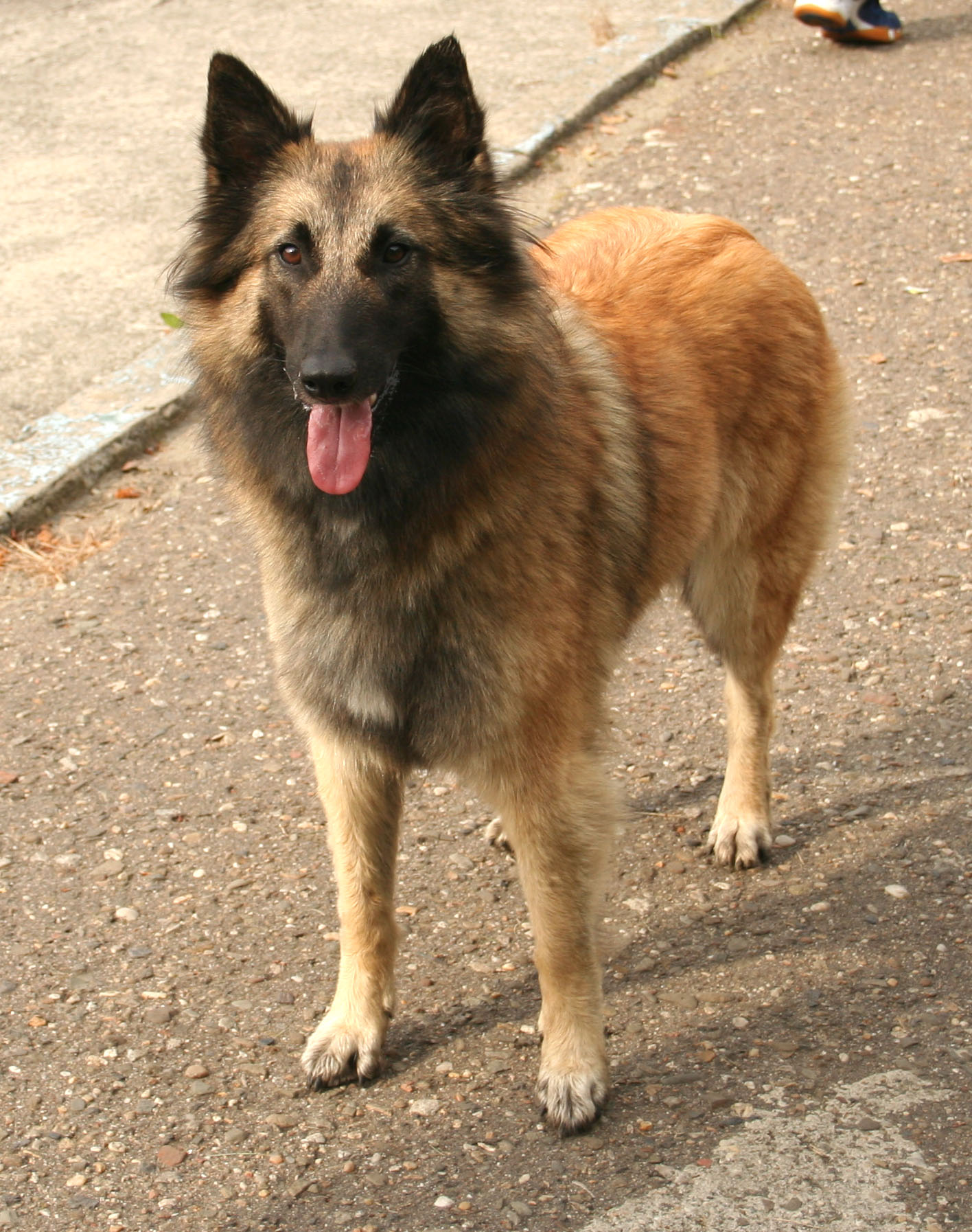
Тервюрен